# La meva dona favorita
 La meva dona favorita (original: My Favorite Wife) és una pel·lícula estatunidenca de Garson Kanin, estrenada el 1940 i doblada al català.

## Argument
Després de set anys, l'advocat Nick Arden (Cary Grant) té la seva dona Ellen (Irene Dunne) declarada morta legalment, desapareguda des que el seu vaixell es va perdre, i així es pot casar amb Bianca (Gail Patrick). Resulta tanmateix que Ellen havia naufragat en una illa deserta, i ha estat rescatada. Quan retorna a casa, s'assabenta que Nick acaba de marxar a la seva lluna de mel amb la seva segona muller.
Quan Ellen el persegueix abans de la seva nit de lluna de mel, està desconcertat: com donar-li les notícies a Bianca. Continua posposant el moment desagradable. Mentrestant, Bianca està frustrada pel comportament estrany de Nick (especialment la no-consumació del seu matrimoni) i crida un psiquiatre, el Dr. Kohlmar (Pedro de Cordoba). Apareixen més complicacions quan un perit d'assegurances (Hugh O'Connell) esmenta a Nick un rumor que diu que Ellen no estava sola a l'illa, ja que tenia la companyia de Stephen Burkett (Randolph Scott) i que s'anomenaven entre ells "Adam" i "Eva".

## Repartiment
- Irene Dunne: Ellen Wagstaff Arden
- Cary Grant: Nick Arden
- Randolph Scott: Stephen Burkett
- Gail Patrick: Bianca Bates
- Ann Shoemaker: Ma
- Scotty Beckett: Tim
- Mary Lou Harrington: Chinch Arden
- Donald MacBride: El director de l'hotel
- Hugh O'Connell: Johnson
- Granville Bates: El jutge Brisson
- Pedro de Cordoba: El doctor Kohlmar

## Nominacions
- Oscar al millor guió original per Leo McCarey, Bella Spewack i Sam Spewack
- Oscar a la millor cançó original Roy Webb
- Oscar a la millor direcció artística per Van Nest Polglase i Mark-Lee Kirk

## Al voltant de la pel·lícula
- El 1962, La 20th Century Fox va produir un remake d'aquesta pel·lícula amb Marilyn Monroe, Dean Martin i Cyd Charisse, sota el títol de Something’s Got to Give. La pel·lícula que havia de ser dirigida per George Cukor va quedar inacabada per la defunció de Marilyn Monroe.
- Una nova versió Move Over, Darling va ser dirigida per Michael Gordon el 1963, amb Doris Day i James Garner com a protagonistes.